# مايك بيكرينغ
مايك بيكرينغ (بالإنجليزية: Mike Pickering)‏ هو كاتب أغاني بريطاني، ولد في 24 فبراير 1958 في أكرينجتون في المملكة المتحدة.

## وصلات خارجية
- مايك بيكرينغ على موقع IMDb (الإنجليزية)
- مايك بيكرينغ على موقع ميوزك برينز (الإنجليزية)
- مايك بيكرينغ على موقع ديسكوغز (الإنجليزية)
- مايك بيكرينغ على موقع قاعدة بيانات الفيلم (الإنجليزية)